# Bałtyk-Karkonosze Tour
O Bałtyk-Karkonosze Tour é uma prova de ciclismo de competição polaca disputada entre a costa báltica e o maciço de Karkonosze.
Criada em 1993, foi aberta aos profissionais em 1996. Fez parte do UCI Europe Tour de 2005 a 2009, em categoria 2.2. Em 2010, voltou a ser uma corrida amadora.

## Palmarés
| Ano  | Ganhador            | Segundo              | Terceiro             |
| ---- | ------------------- | -------------------- | -------------------- |
| 1993 | Radosław Romanik    |                      |                      |
| 1994 | Radosław Romanik    |                      |                      |
| 1995 | Radosław Romanik    | Tomasz Kloczko       | Pawel Czopek         |
| 1996 | Radosław Romanik    | Andrzej Sypytkowski  | Grzegorz Gwiazdowski |
| 1997 | Andrzej Sypytkowski | Jacek Mickiewicz     | Zbigniew Piątek      |
| 1998 | Piotr Chmielewski   | Tomasz Kloczko       | Artur Krasinski      |
| 1999 | Raimondas Rumsas    | Piotr Wadecki        | Tomasz Brożyna       |
| 2000 | Robert Radosz       | Grzegorz Rosolinski  | Dariusz Skoczylas    |
| 2001 | Piotr Przydział     | Radosław Romanik     | Ondřej Sosenka       |
| 2002 | Olexandr Klymenko   | Marcin Sapa          | Radosław Romanik     |
| 2003 | Olexandr Klymenko   | Krzysztof Ciesielski | Sebastian Skiba      |
| 2004 | Sławomir Kohut      | Jamie Burrow         | Olexandr Klymenko    |
| 2005 | Radosław Romanik    | Cezary Zamana        | Krzysztof Ciesielski |
| 2006 | Bartłomiej Matysiak | Kazimierz Stafiej    | Krzysztof Miara      |
| 2007 | Roman Broniš        | Alexey Kunshin       | Mateusz Mróz         |
| 2008 | Radosław Romanik    | Łukasz Bodnar        | Roman Broniš         |
| 2009 | Sergey Kolesnikov   | Mateusz Mróz         | Mateusz Taciak       |
| 2010 | Vladimir Duma       | Artur Przydział      | Patrik Tybor         |
| 2011 | Robert Radosz       | Dariusz Baranowski   | Wojciech Ziółkowski  |
| 2012 | Nikolay Mihaylov    | Marek Rutkiewicz     | Robert Radosz        |
| 2013 | Mateusz Taciak      | Nikolay Mihaylov     | Kamil Gradek         |
| 2014 | Christopher Hatz    | Tim Schlichenmaier   | Kamil Zieliński      |
| 2015 | Leszek Plucinski    | Mateusz Taciak       | Peter Williams       |
| 2016 | Mateusz Taciak      | Maciej Paterski      | Nikolay Mihaylov     |
| 2017 | Marek Rutkiewicz    | Vadim Pronskiy       | Adam Stachowiak      |
| 2018 | Philipp Walsleben   | Mateusz Taciak       | Paweł Cieślik        |
| 2019 | Kamil Małecki       | Attila Valter        | Adam Stachowiak      |

## Palmarés por países
| País      | Vitórias |
| --------- | -------- |
| Polónia   | 18       |
| Ucrânia   | 3        |
| Alemanha  | 2        |
| Lituânia  | 1        |
| Eslovênia | 1        |
| Rússia    | 1        |
| Bulgária  | 1        |